# Orangetree
Orangetree és una concentració de població designada pel cens dels Estats Units a l'estat de Florida. Segons el cens del 2000 tenia 950 habitants.

## Demografia
Segons el cens del 2000, Orangetree tenia 950 habitants, 327 habitatges, i 292 famílies. La densitat de població era de 83 habitants/km².
Dels 327 habitatges en un 45% hi vivien nens de menys de 18 anys, en un 80,1% hi vivien parelles casades, en un 6,4% dones solteres, i en un 10,7% no eren unitats familiars. En el 10,1% dels habitatges hi vivien persones soles el 2,4% de les quals corresponia a persones de 65 anys o més que vivien soles. El nombre mitjà de persones vivint en cada habitatge era de 2,91 i el nombre mitjà de persones que vivien en cada família era de 3,07.
Per edats la població es repartia de la següent manera: un 30,3% tenia menys de 18 anys, un 3,6% entre 18 i 24, un 32,6% entre 25 i 44, un 23,4% de 45 a 60 i un 10,1% 65 anys o més.
L'edat mediana era de 35 anys. Per cada 100 dones de 18 o més anys hi havia 95,3 homes.
La renda mediana per habitatge era de 56.645 $ i la renda mediana per família de 57.614 $. Els homes tenien una renda mediana de 39.297 $ mentre que les dones 26.071 $. La renda per capita de la població era de 20.616 $. Cap de les famílies i l'1,7% de la població estaven per davall del llindar de pobresa.

## Poblacions més properes
El següent diagrama mostra les poblacions més properes.